# Gildas Morvan
Pour les articles homonymes, voir Morvan (homonymie).
Gildas Morvan est un navigateur et un skipper professionnel français, né le 31 juillet 1968 à Pretoria.

## Biographie
Il habite à Landeda dans le Finistère. Il a trois enfants.

## Palmarès
- 2019 :
  - 7e du Tour de Bretagne à la Voile avec son fils Gaston Morvan sur Niji, vainqueur de la 1er étape[2]
  - 8e de la Solo Concarneau sur Niji
- 2012 : vainqueur de la Transat AG2R Concarneau/St-Barthélemy avec Charlie Dalin sur Cercle vert[3]
- 2010 : 3e de la Transat AG2R avec Bertrand de Broc sur Cercle vert[4]
- 2000 : 2e de la Lorient-St-Barth avec Bertrand de Broc sur Cercle vert
- Admiral's Cup 1989  4e
- Coupe de l America 1995 : 4e de la Coupe Louis-Vuitton
- Jeux olympiques  Atlanta 1996 11e  en Soling
- 1er du Trophée BPE St-Nazaire/Dakar 2001
- 2 Route du rhum La Banque Postale Class 40 2006  ( 2e)
- 22 participations à la Solitaire du Figaro avec six victoires d'étapes et 4 podiums[5] :
  - 2e en 2008
  - 3e en 1999, 2000 et 2001
- 1er Transat BPE Belle-Île-en-Mer/Marie-Galante -
- 2 victoires Tour de Bretagne
- 3 victoires Generali Solo (2000,2008,2011)
- 4 titres de  champion de France de course au large en solitaire (2000,2008,2009,2013)
- Vainqueur de la 3e étape de la Solitaire du Figaro 2016 sur Cercle Vert